# Гвайфер (князь Салернський)
Гвайфер (†880), князь Салернський (861—880), син Дауфера Німого та внук Дауфера Пророка, перший представник роду Дауферидів на салернському престолі, яким ця сім'я володіла до 977.
Сестра Гвайфера — Адельхіза була дружиною князя Беневентського Сікарда. Коли Сікард був убитий, а беневентський престол узурпував Радельхіз Гвайфер допоміг звільнити з тюрми брата померлого князя Сіконульфа, підтримав його у війні з Радельхізом і сприяв йому в проголошенні князем Салернським.
У 861 Гвайфер очолив народне повстання, яке змістило з престолу князя Адемара, який був ув'язнений та осліплений. Князем було обрано Гвайфера, який бажаючи правити одноособово вислав з князівства свого племінника Дауфера. Усі ці дії мали вигляд бунту проти влади імператора священної Римської імперії Людовика II, проте він жодним чином на них не відреагував.
На початку його правління вперта Капуя на чолі з її гастальдом або графом Ландульфом II зробила перші кроки до незалежності. Гвайфер зумів утримати Капую у своїй владі. Він одружився з Ланделайкою, дочкою графа Капуї Ландо I, з якою мав сина Гваймара, що пізніше спадкував його престол. У 865 Гвайфер заснував монастир в Сан Массімо, де він і його нащадки поховані. У 868 він пожертвував монастирю багато землі та грошей. Незважаючи на свій статус «християнського князя» Гвайфер нерідко був союзником сарацинів.
Гвайфер у 880 зрікся престолу або був змушений зробити це під тиском сина та постригся у ченці. Помер у 881 в монастирі Сан Массімо.